# هيثرو تيرمينال 1 و2 و3 (محطة مترو أنفاق لندن)
هيثرو تيرمينال 1,2,3 (بالإنجليزية: Heathrow Terminals 1,2,3)‏ هي إحدى محطات مترو أنفاق لندن. تقع على خط بيكاديلي أفتتحت في المنطقة (Zone) رقم 6 أفتتحت في 16 ديسمبر 1977.